# 大山盛保
大山 盛保（おおやま せいほ、1912年（大正元年）11月2日 - 1996年（平成8年））は、沖縄県の実業家、アマチュア考古学・古生物学研究家。ガソリンスタンド経営の傍ら、庭石から見つけた化石を手掛かりに、港川遺跡を独力で発掘し、旧石器時代の人類である港川人の人骨を発見したほか、古生物の研究でも多くの業績をなした。2012年、日本人類学会から学会功労賞を受賞し、同年12月23日には生誕100年を記念して故郷の北中城村に記念碑が建立された。

## 経歴

### 生誕からカナダ移住
大山盛保は、大山盛善・カメ夫妻の長男として中城村（現・北中城村）大城に出生した。一族は護佐丸・阿麻和利の乱で知られる忠臣・護佐丸の後裔と伝えられる。
尋常高等小学校を卒業すると1927年に一家でカナダに移住する。一時バンクーバーに住むが、ホワイトロック、カグランと居を移し、農園を営んだ。生活は苦しかったが、やがてイチゴの栽培に成功する。1937年、トラックを購入し、運送業を営む。しかし、1941年の真珠湾攻撃を機に太平洋戦争が開戦すると、大山家は海岸部から退去させられ内陸部の強制収容所に入れられ、農園も作物も没収され、家族は離散した。翌1942年に解放された後は、アルバータ州のコールデルでビートの栽培に一家で従事し、1944年には自動車修理工場に就職した。

### 帰郷後
終戦後の1946年に琉球列島米国軍政府統治下の中城村に戻り、米軍軍人・久場崎引揚収容所隊長ウォズレイ・ポスト中佐の通訳の仕事をする。同年ポスト中佐に伴い那覇港湾労務所建設係に移り、みなと村（現那覇市）ペリー区命名にも関わった。1947年ポスト中佐に伴い佐敷村（現南城市）バックナービルに移り沖縄労働者総支配人となる。同年弟の盛和がバックナービルのカマボコ型兵舎コンセットで初の民間自動車修理工場を開業。琉球列島米国軍政府の移転に伴い1949年に那覇に移り、モーラス船舶解体会社沖縄支店沖縄従業員総支配人として、中城湾の難破船解体に従事する。
上官のモーラー大佐から運送業起業を知事に推薦され、1950年に、弟の盛和とOK運輸合資会社を立ち上げた。翌年、琉球での石油供給を独占していたカルテックスと提携し、沖縄の民間給油所第1号として「OK泊給油所」を開設、車社会の到来で繁盛する。また沖縄住宅公社の総支配人を1950年の設立時から1953年まで務める。またニコンと提携し、カメラなど光学機器の製作を沖縄で初めて手がけた。

### 化石調査
実業家として成功を収めた大山が化石の調査に乗り出したのは1967年11月、55歳の時だった。
以後の経緯については港川遺跡の項を参照。